# Mareilles
Mareilles ist eine französische Gemeinde mit 136 Einwohnern (Stand: 1. Januar 2022) im Département Haute-Marne in der Region Grand Est. Sie gehört zum Arrondissement Chaumont und zum Kanton Bologne.

## Geographie
Mareilles liegt etwa zwölf Kilometer nordöstlich von Chaumont. Umgeben wird Mareilles von den Nachbargemeinden Chantraines im Norden, Cirey-lès-Mareilles im Osten, Bourdons-sur-Rognon im Osten und Südosten, Biesles im Süden, Treix im Südwesten, Darmannes im Westen sowie Briaucourt im Nordwesten.

## Bevölkerungsentwicklung
| Jahr                       | 1962 | 1968 | 1975 | 1982 | 1990 | 1999 | 2006 | 2019 |
| Einwohner                  | 154  | 127  | 109  | 127  | 123  | 116  | 138  | 143  |
| Quellen: Cassini und INSEE |      |      |      |      |      |      |      |      |

## Sehenswürdigkeiten

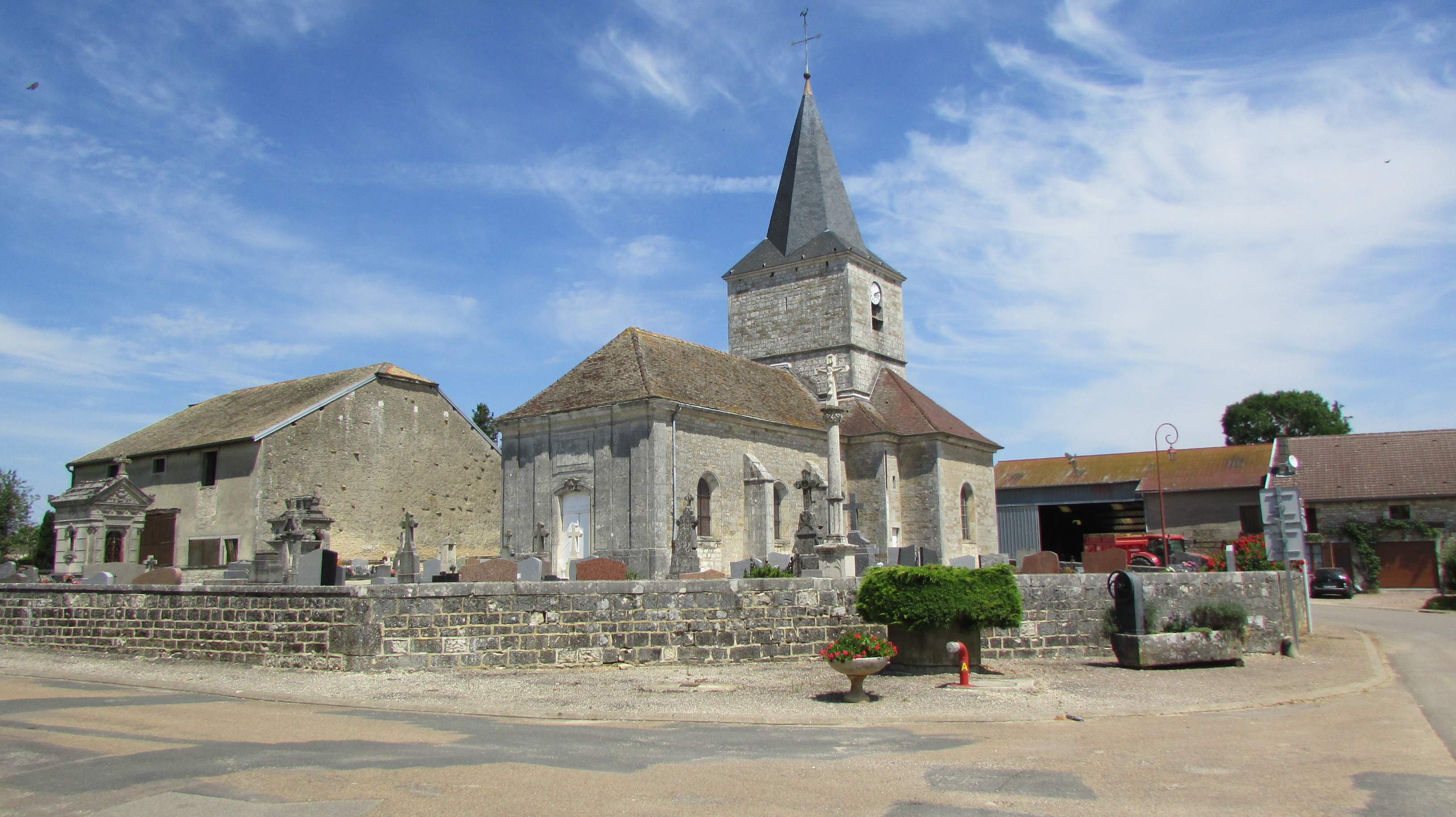
Kirche Saint-Martin

- Kirche Saint-Martin